# Le Portrait (chanson)
Pour les articles homonymes, voir Le Portrait.
Singles de Calogero
L'Eclipse
(mai 2014) Avant toi
(mars 2015)
Le Portrait est une chanson de genre ballade romantique écrite par Paul École et composée par Calogero et son frère Gioacchino, parue en 2014 sur l'album Les Feux d'artifice et interprétée par Calogero. C'est le quatrième extrait de cet album. 
La chanson raconte l'histoire d'un jeune aillant perdu sa maman et n'arrive pas a faire son deuil et redessine donc sa mère sur son parquet à l'aide de craie .

## Classements
| Classement (2015)                       | Meilleure position |
| --------------------------------------- | ------------------ |
| Belgique (Wallonie Ultratop 50 Singles) | 5                  |
| France (SNEP)                           | 13                 |